# Cameron Girdlestone
Cameron Girdlestone, noto come Cam Girdlestone (Adelaide, 29 aprile 1988), è un canottiere australiano, vincitore della medaglia d'argento nel quattro di coppia a Rio de Janeiro 2016 e di quella di bronzo Tokyo 2020.

## Biografia
Ai mondiali di Aiguebelette 2015 ha conquistato l'argento nel 4 di coppia, assieme a David Crawshay, Karsten Forsterling e David Watts.
Ha rappresentato l'Australia ai Giochi olimpici estivi di Rio de Janeiro 2016, dove ha vinto la medaglia d'argento nel quattro di coppia, con Karsten Forsterling, Alexander Belonogoff e James McRae.
Ha fatto la sua seconda apparizione olimpica a Tokyo 2020, dove ha vinto la medaglia di bronzo nel quattro di coppia, con Jack Cleary, Luke Letcher e Caleb Antill.

## Palmarès
- Giochi olimpici

Rio de Janeiro 2016: argento nel 4 di coppia;
Tokyo 2020: bronzo nel quattro di coppia;
- Mondiali

Aiguebelette 2015: argento nel 4 di coppia.